# Inter-Switch Link
Inter-Switch link (ISL) — протокол міжкоммутаціонного каналу, пропріетарний протокол в комутаторах і маршрутизаторах компанії Cisco Systems, призначений для передачі інформації про належність трафіку до VLAN. Був розроблений до прийняття за стандартом IEEE 802.1Q, в даний час більше не підтримує (може зустрітися тільки на старому обладнанні). Використовується для стандартів Fast Ethernet (100Mb/s) і Gigabit Ethernet (1000Mb/s).

## Загальні характеристики
При інкапсуляції ISL до оригінального фрейма (frame) додається заголовок ISL, в якому міститься інформація про приналежність трафіку до VLAN. Оригінальний пакет залишається в незмінному вигляді, а також в кінці кадру додається нова контрольна сума FCS (англ. Frame Check Sequence). Контрольна сума оригінального пакету залишається без змін. Потім отриманий кадр передається в магістральний канал. На приймальній стороні, заголовок ISL видаляється і кадр пересилається в призначений VLAN.

### Формат кадру ISL
DA — англ. Destianation Address (адреса одержувача), тут використовується мультикаст-адреса, що і є сигналом для одержувача, що кадр інкапсульований за допомогою ISL. Використовуються адреси «0x01-00-0C-00-00» або «0x03-00-0c-00-00.»
TYPE — поле типу, 4 біта, вказує протокол 2-го рівня, інкапсульований в пакет. Можливі варіанти:
- 0000 — Ethernet
- 0001 — Token-Ring
- 0010 — FDDI
- 0011 — ATM[1]

USER — призначені для користувача дані, використовуються для розширення значення поля типу. Для Ethernet-кадрів в цьому полі записується пріоритет кадру при проходженні через світч:
- XX00 — Normal Priority
- XX01 — Priority
- 1XX10 — Priority 2
- XX11 — Highest Priority[1]

SA — англ. Source Address, адреса джерела. Встановлюється MAC-адреса порту Каталіст, що відправив даний кадр. Одержувачем дане поле може ігноруватися.
LEN — англ. Length, довжина. Зберігає довжину пакета цілком, в байтах, крім полів DA, TYPE, USER, SA, LEN, FCS. У підсумку виходить довжина всього кадру разом з інкапсуляцией мінус 18 байт.
AAAA03 (SNAP) — англ. Subnetwork Access Protocol (SNAP) and Logical Link Control (LLC) — поле містить константу 0xAAAA03
HSA — англ. High Bits of Source Address, містить старші біти (3 байта = 24 біта) виробника (код виробника) поля SA (адреса комутатора-відправника), містить постійне значення 0x00-00-0C (код Cisco).
VLAN — англ. Destination Virtual LAN ID, номер Вланєв одержувача. 15-бітове поле, часто згадується як «колір» («color») фрейму.
BPDU — англ. Bridge Protocol Data Unit and Cisco Discovery Protocol Indicator, індикатор пакета BPDU і CDP. Встановлюється в 1 при передачі інкапсульованих пакетів VTP і CDP.
INDX — англ. Index, індекс. Вказується індекс порту-відправника на комутаторі. Використовується тільки для діагностичних цілей, може бути встановлено в будь-яке значення відправником (іншим девайсом). 16-бітове значення, ігнорується одержувачем.
RES — англ. Reserved for Token Ring and Fiber Distributed Data Interface (FDDI), резервне поле для протоколів TR і FDDI. 16 біт. Для пакетів протоколу Ethernet повинні бути всі нулі, для протоколу TR в даному полі розміщуються значення полів AC (Access Control) FC (Frame Control) оригінального кадру. Для протоколу FDDI поле FC розміщується в молодших бітах даного поля (приклад: FC = 0x12 -> RES = 0x0012)
ENCAPSULATED FRAME — оригінальний кадр (до інкапсуляції), включається свою власну CRC — оригінальне, незмінене значення. Дане значення має сенс тільки після деінкапсуляціі. Довжина інкапсульованого кадру може бути від 1 до 24575 байт для Ethernet, Token Ring, FDDI пакетів. Після отримання кадру й деінкапсуляції пристрій-одержувач використовує інкапсульований кадр без змін, відповідно до номера VLAN одержувача.
FCS — англ. Frame Check Sequence, поле контрольної суми, 4 байта, створюється пристроєм-відправником ISL-кадру, рекалькулюється комутатором-одержувачем для контролю цілісності передачі. При обчисленні цього поля використовуються поля DA, SA, Length/Type, Data створеного пакета. Обчислюється ПІСЛЯ приєднання заголовка ISL, контрольна сума додається в кінець кадру. Обчислення даного поля НЕ має відношення до поля FCS оригінального кадру (неінкапсульованого).

### Розмір ISL кадру
Кадр, інкапсульований в ISL «підростає» на 30 байт — 26 байт заголовок плюс 4 контрольна сума. Мінімальний розмір пакета з усіх можливих технологій — FDDI, 17 байт. Отже, мінімальний пакет ISL може бути 47 байт. Максимальний розмір для всіх технологій — 17848 байт для Token Ring, отже, максимальний пакет ISL може бути 17848 байт, плюс 39 байт ISL заголовка мінус 1 байт при відкиданні поля AC, що дає 17886 байт. Для технології Ethernet розмір кадру може варіюватися від 94 до 1548 байт.
Також зростає якість передачі, так як підрахунок контрольної суми проводиться двічі — в оригінальному кадрі і в уже інкапсулюванні. Це досить просто реалізується в комутаторах, проте створює додаткові складності виробникам маршрутизаторів і мережевих плат (NICs — Network Interface Cards).

## Особливості
- ISL використовує свій формат кадру Ethernet, в зв'язку з чим не сумісний з обладнанням, не «розуміє» ISL (IEEE 802.1Q не змінюйте службові заголовки кадру, так що обладнання, яке не могло второпати стандарт IEEE 802.1Q і не виконує жодних VLAN'и, але здатне комутувати кадри, сформовані за цим стандартом)
- Розмір службового заголовка складає 30 байт (в порівнянні з 4-ма байтами оверхедів у IEEE 802.1Q)[2].